# Biserica Sfinții Apostoli Petru și Pavel din Prejmer

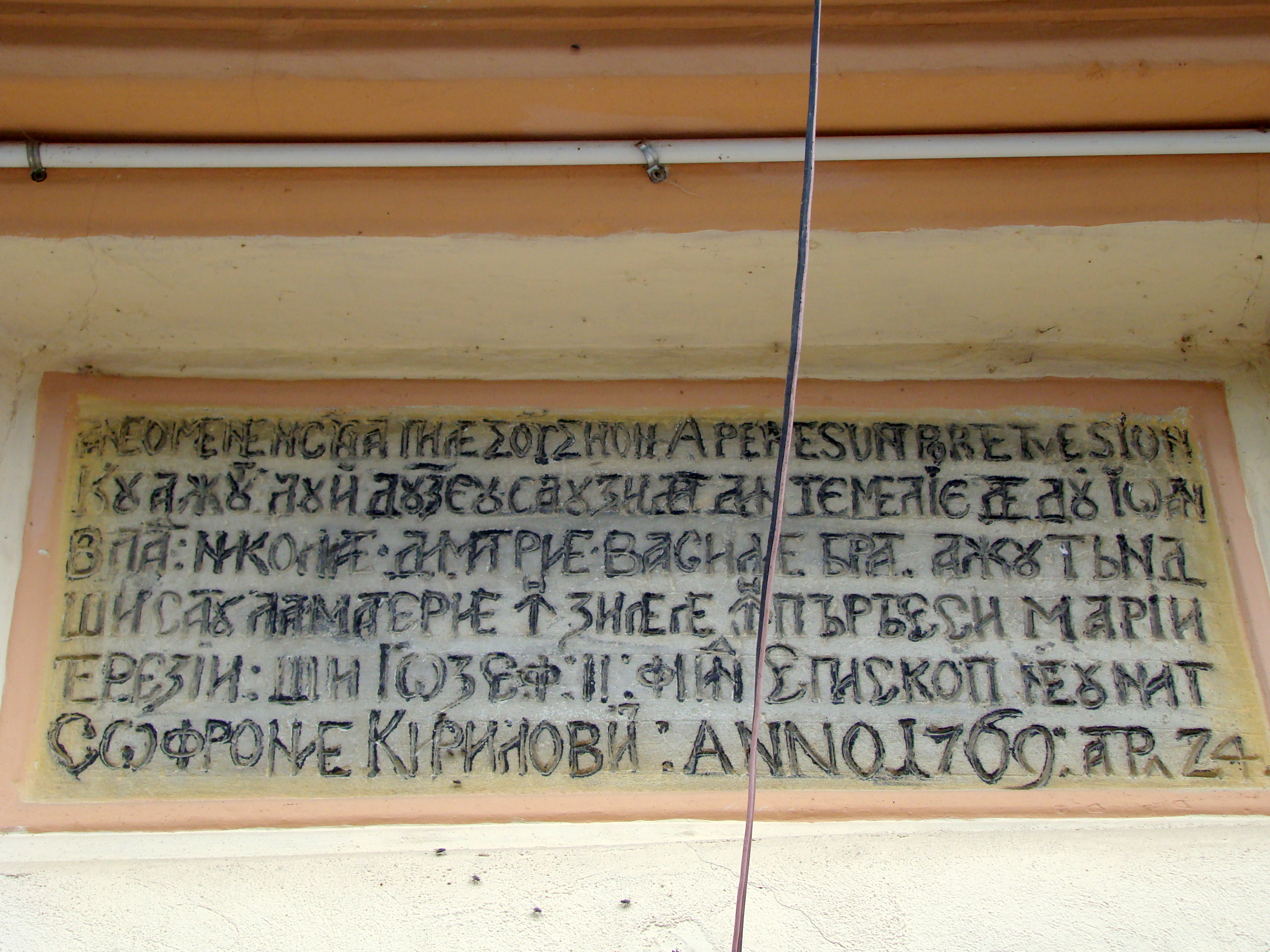
Pisania bisericii

Biserica Sfinții Apostoli Petru și Pavel din Prejmer este un monument istoric aflat pe teritoriul satului Prejmer, comuna Prejmer. În Repertoriul Arheologic Național, monumentul apare cu codul 41676.11.

## Istoric și trăsături
Biserica cu hramul Sf. Apostoli Petru și Pavel a fost construită în 1769, pe locul unei biserici de lemn existentă la 1601. Pisania scrisă cu litere chirilice îi consemnează pe ctitorii Nicolae, Dimitrie, Vasile, Brat „în zilele împărătesi[i] Marii Terezii și Iozef al II-lea, fiind episcop neunit Sofronie Chirilovici.” La 1799 i se adaugă turnul clopotniță. Biserica păstrează pictură murală de la 1799 în altar și pronaos, restul picturii fiind de la 1950, autor fiind Ioan Vasu. Pictura exterioară este și ea de sfârșit de secol XVIII, și are o paletă cromatică redusă (roșu, verde, albastru).

## Imagini

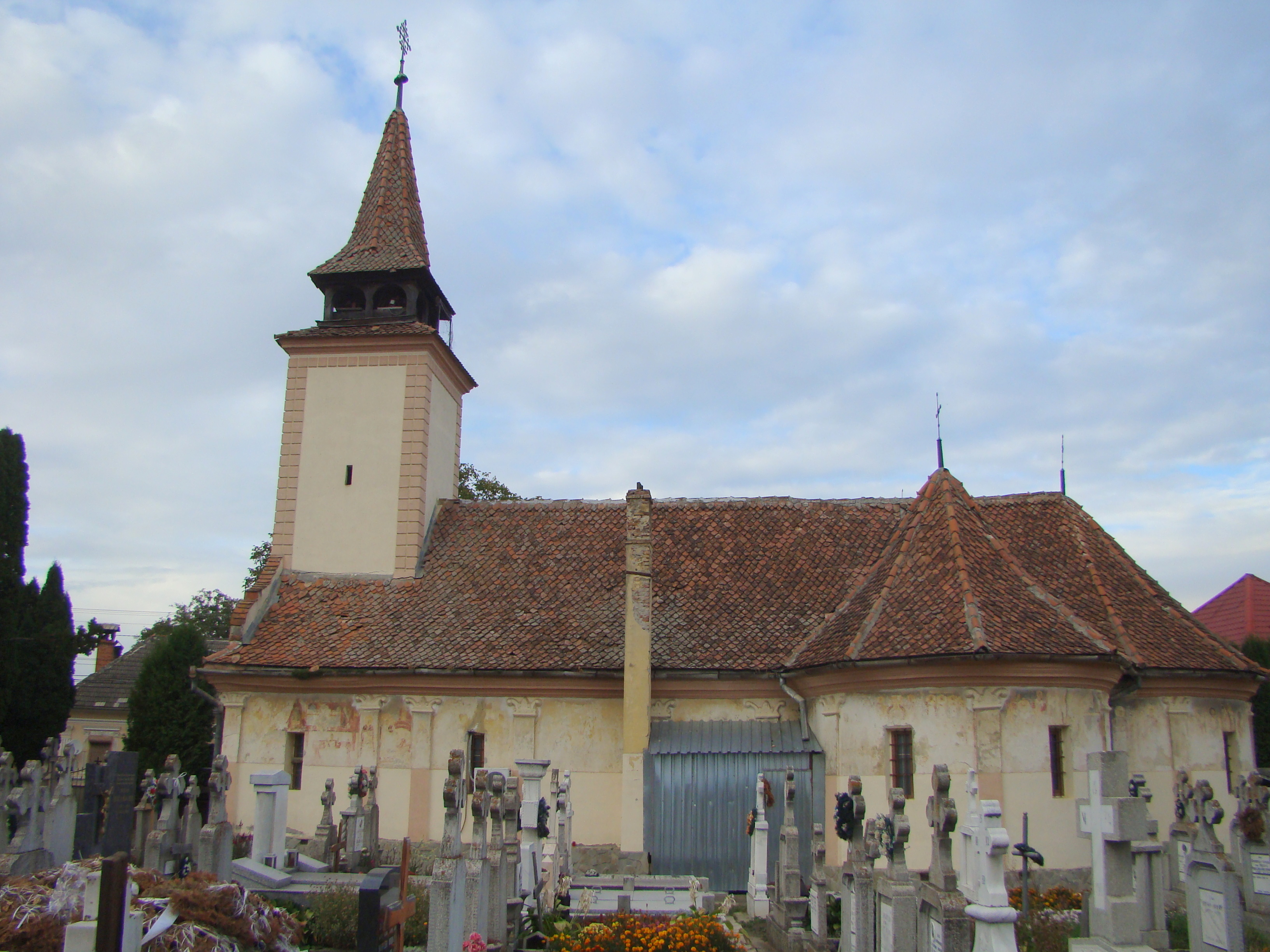
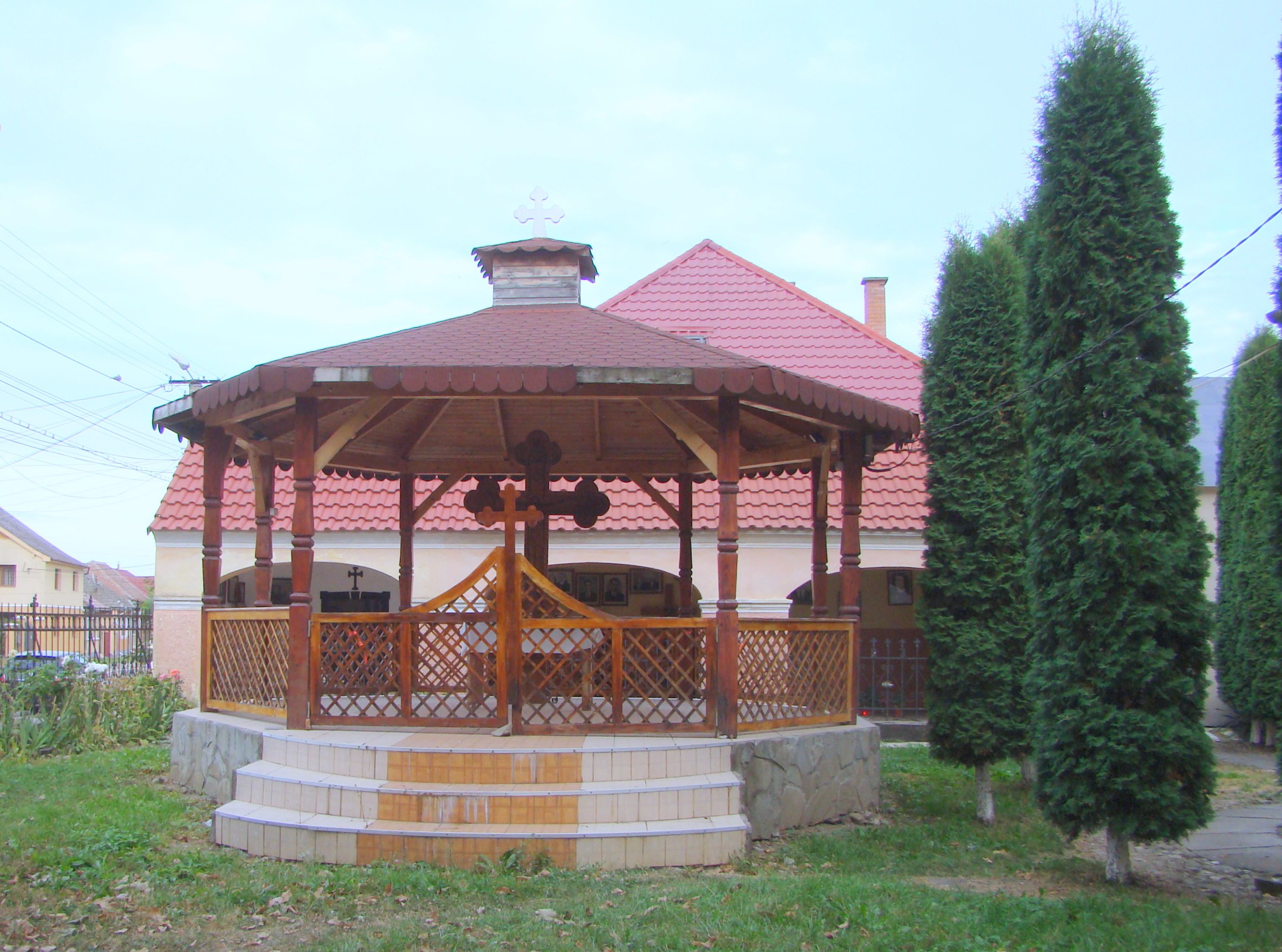
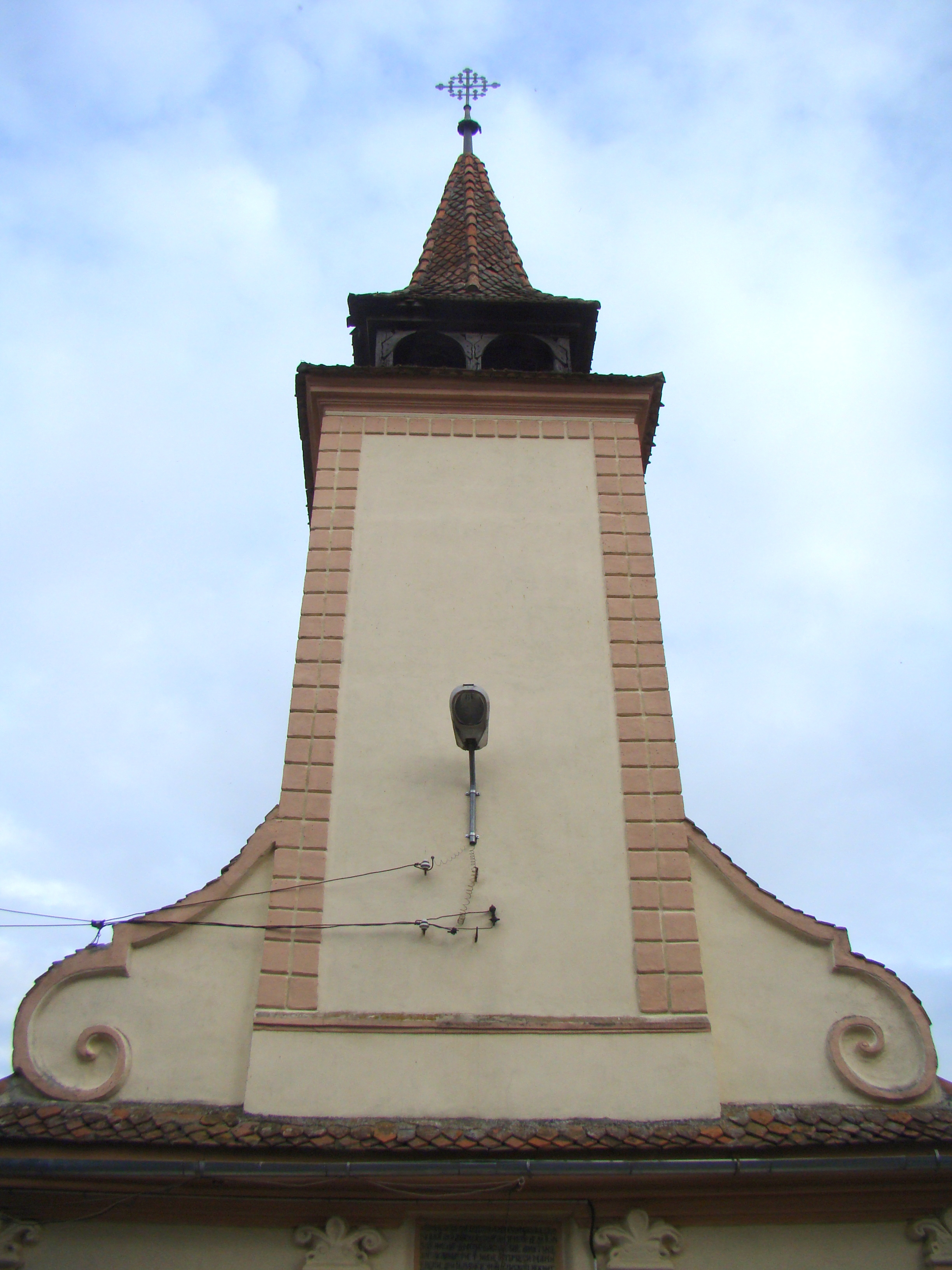
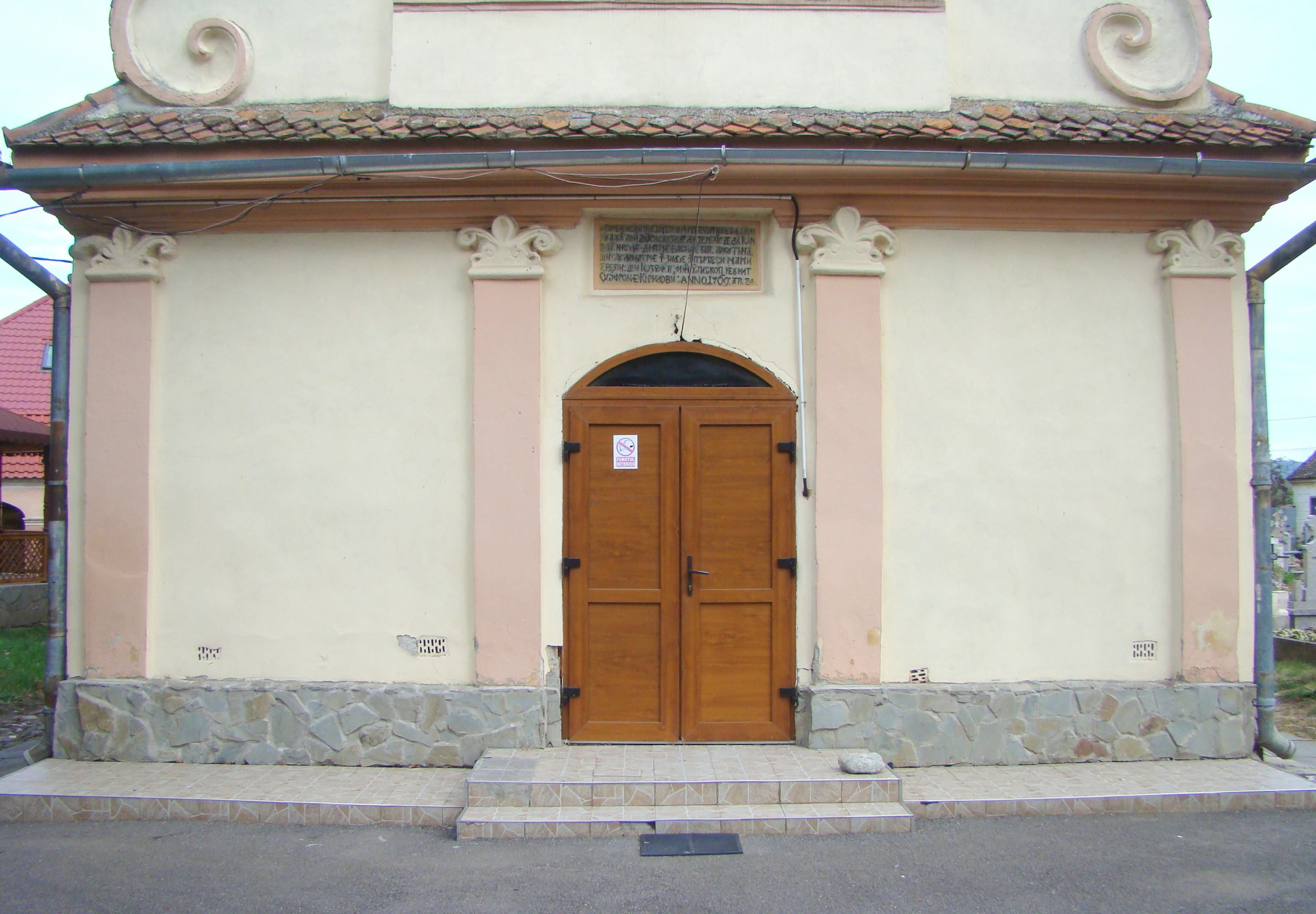
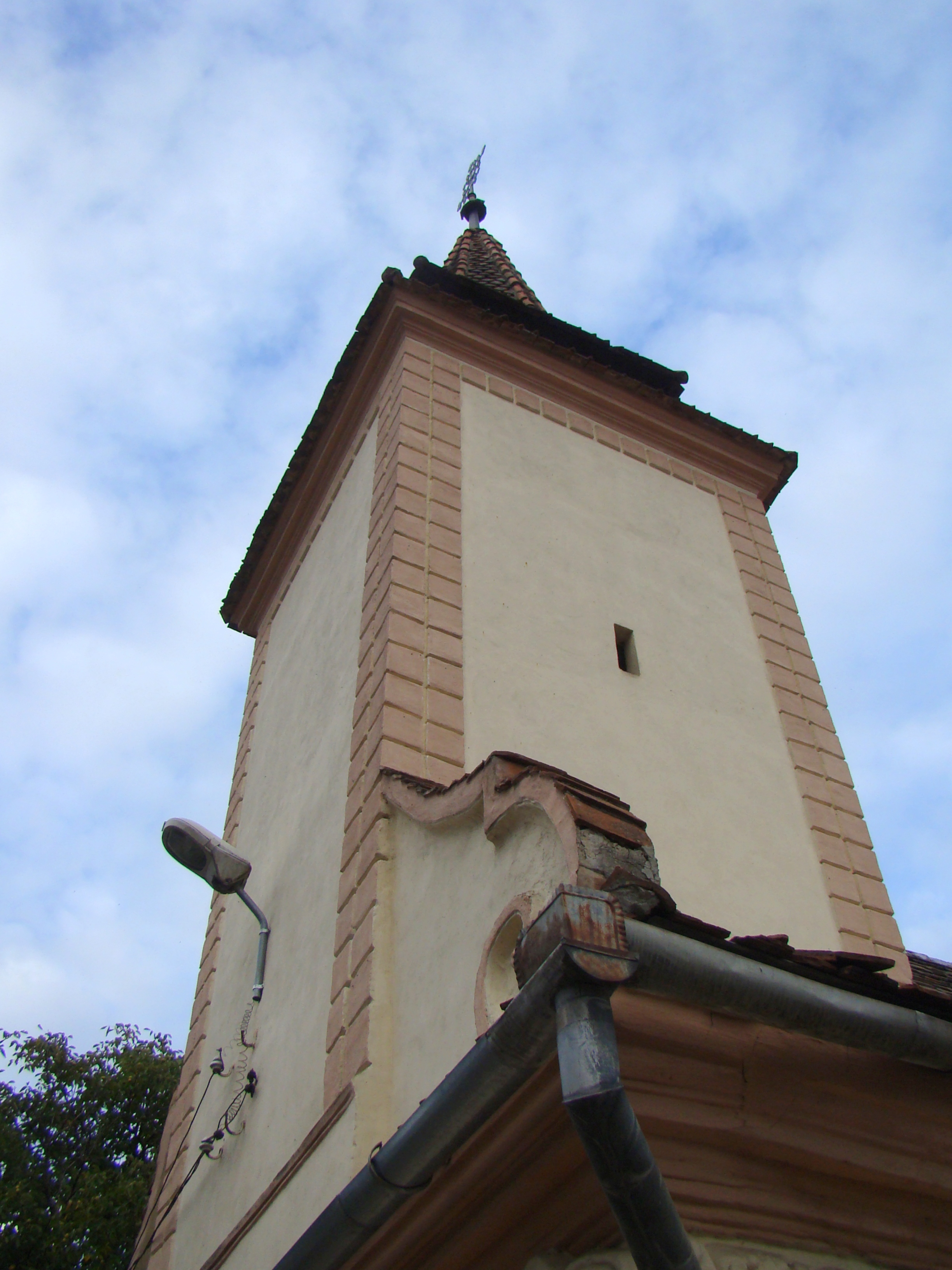
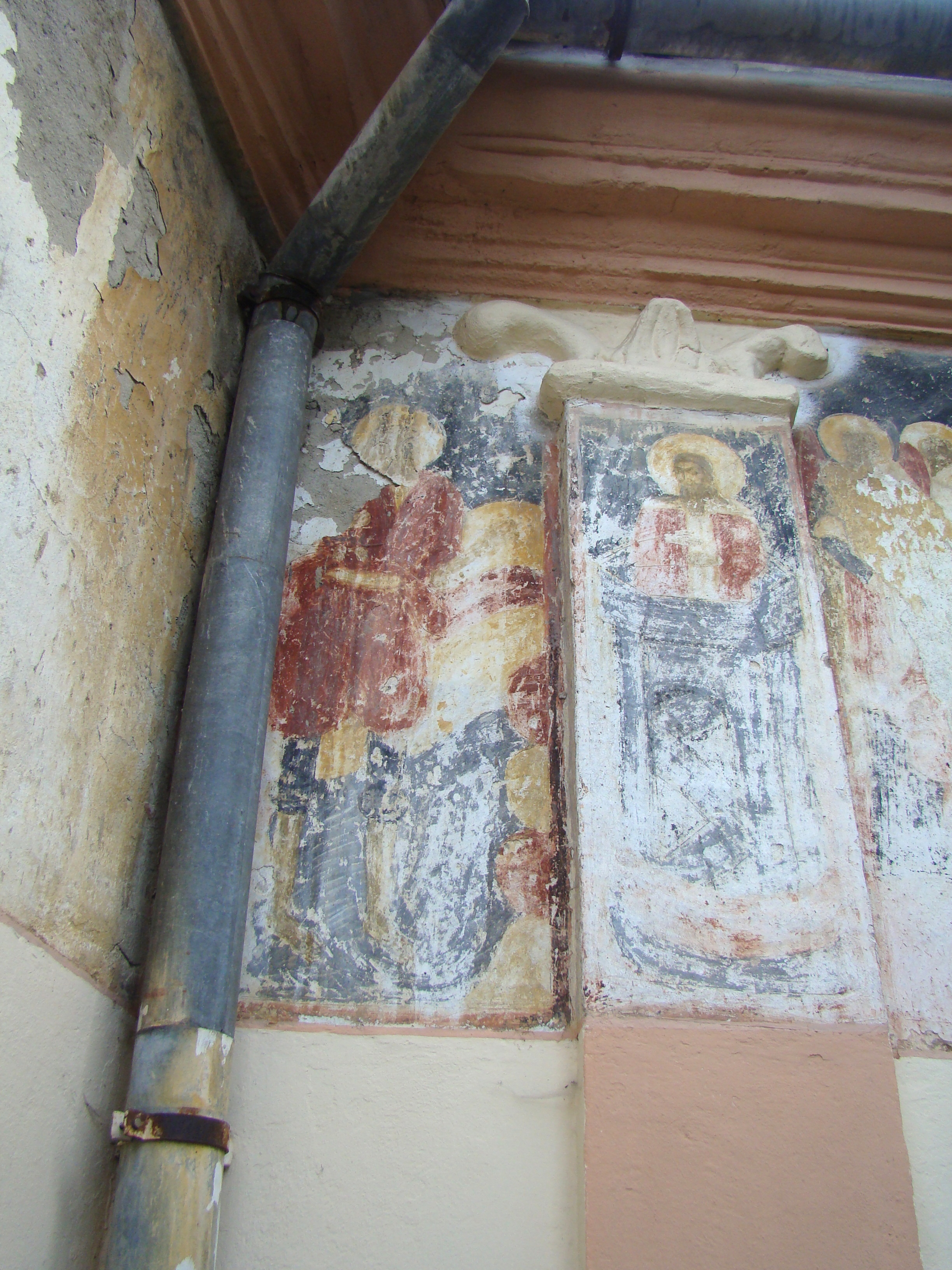
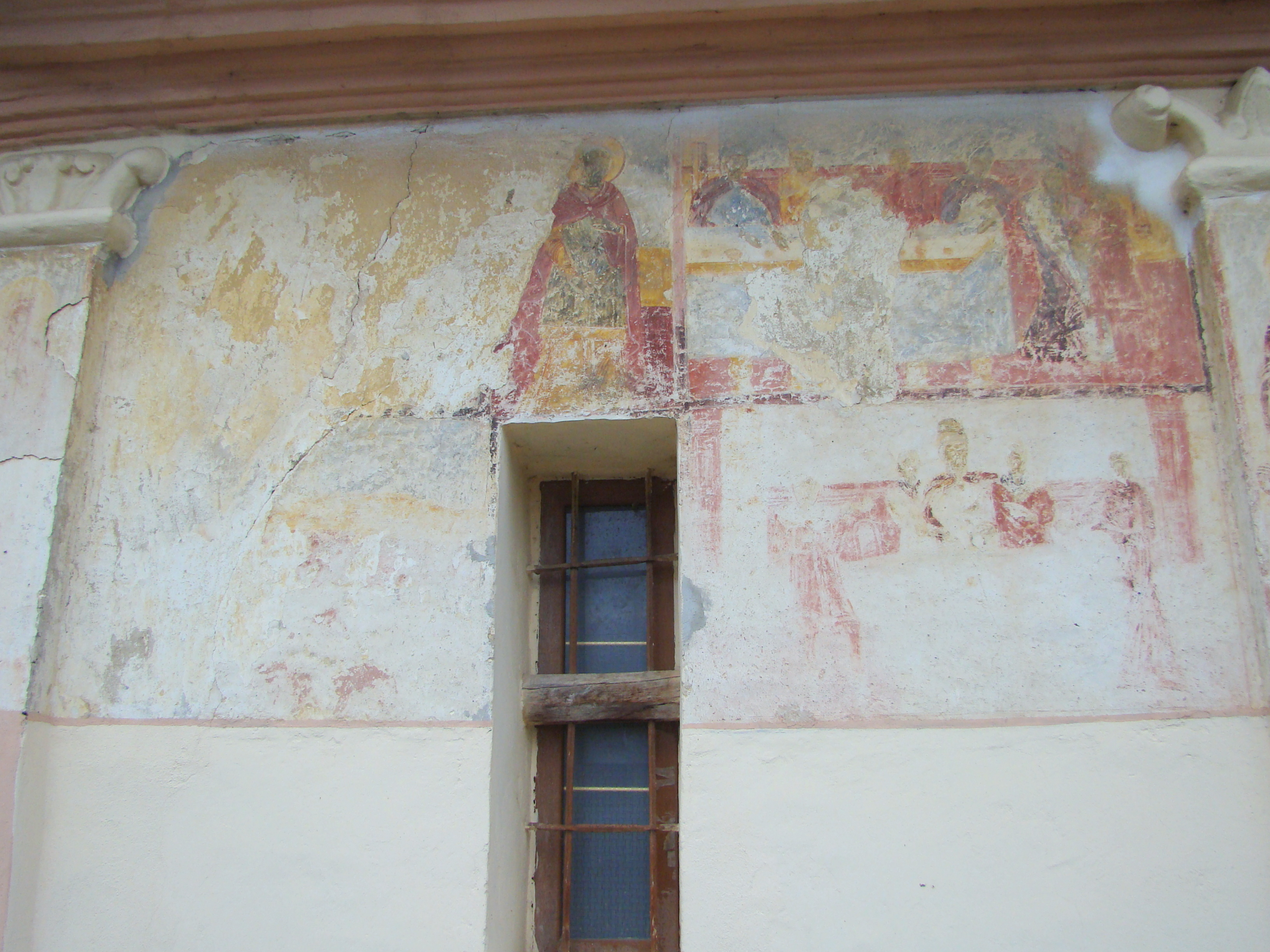
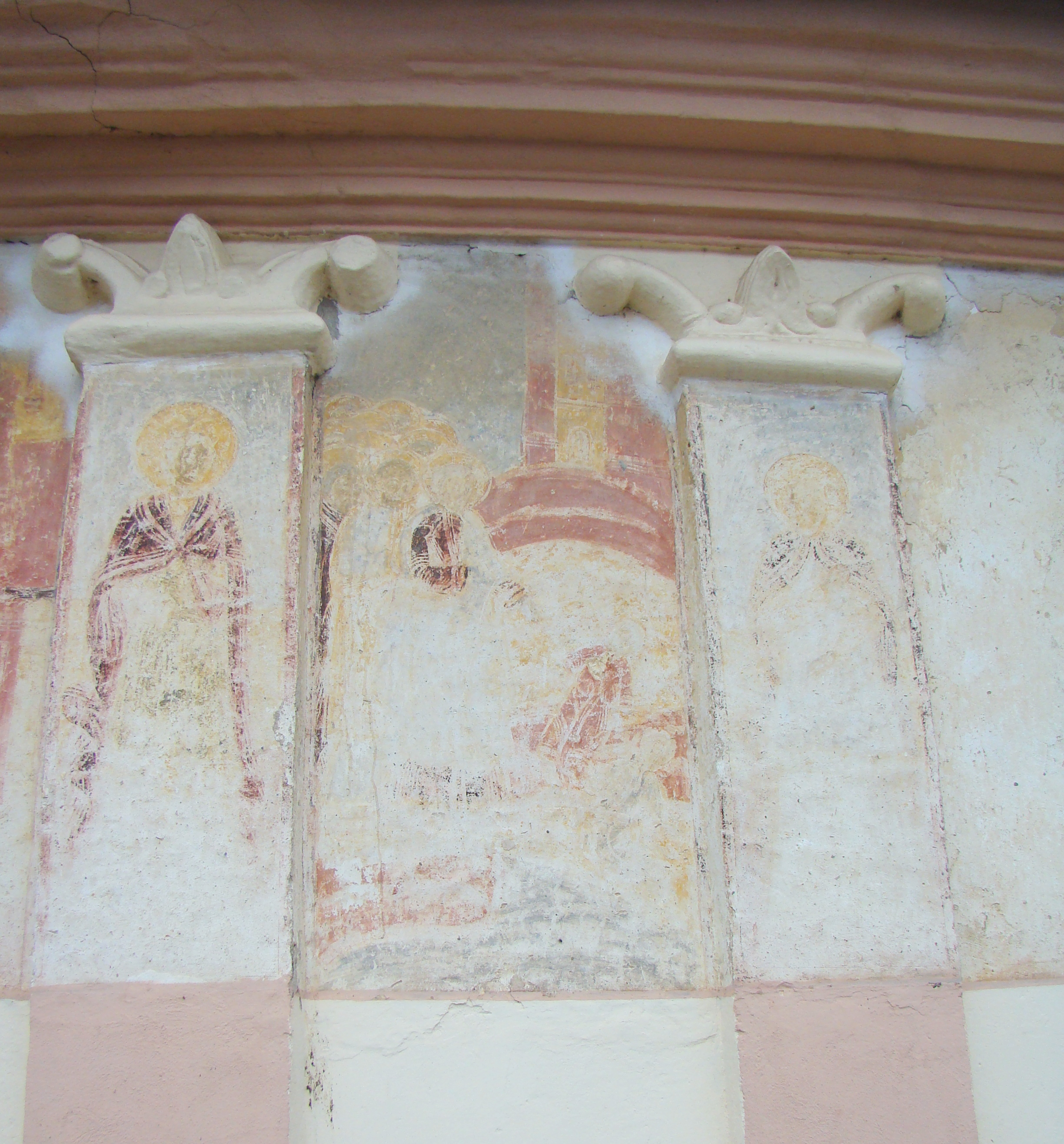
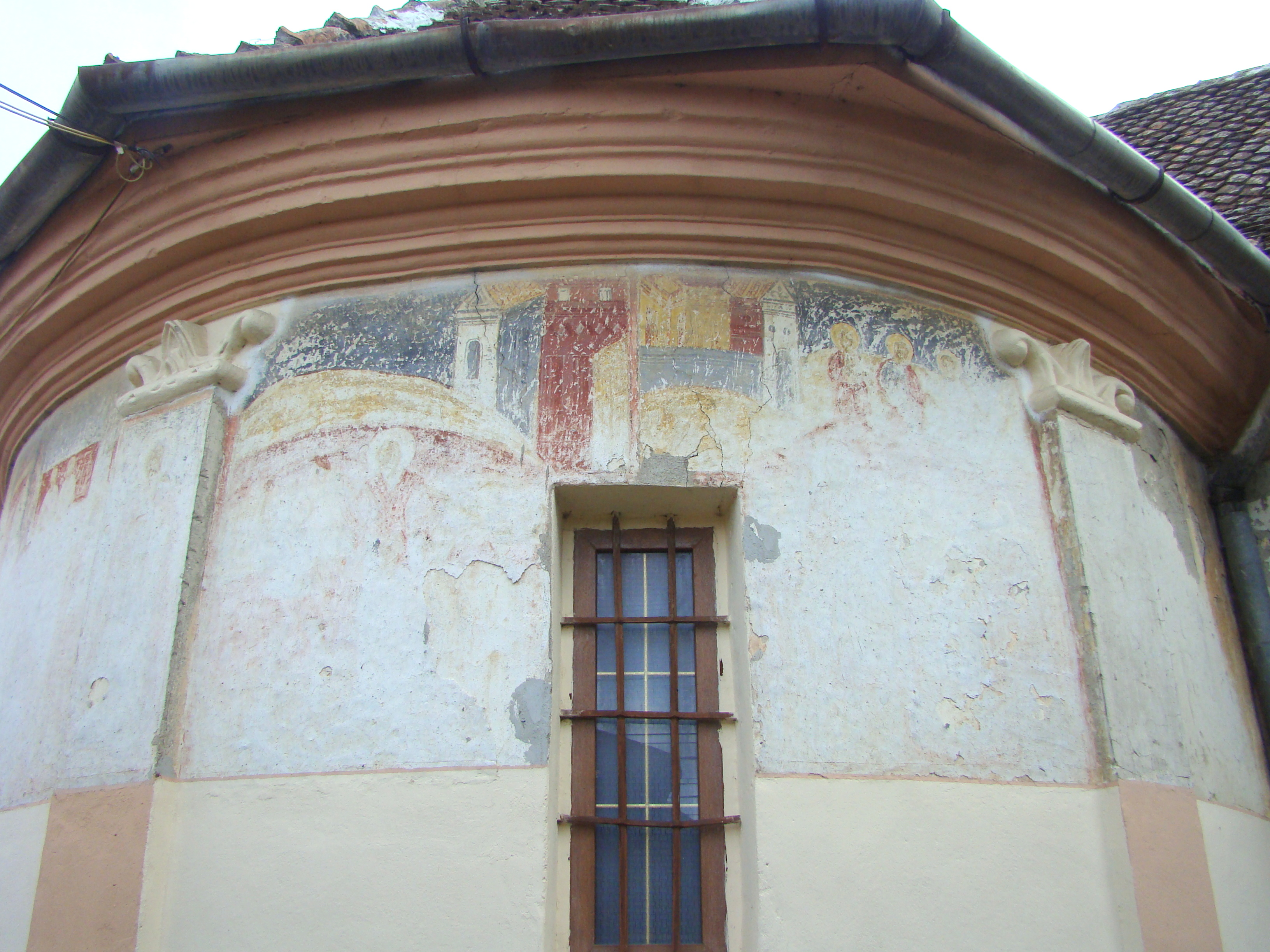
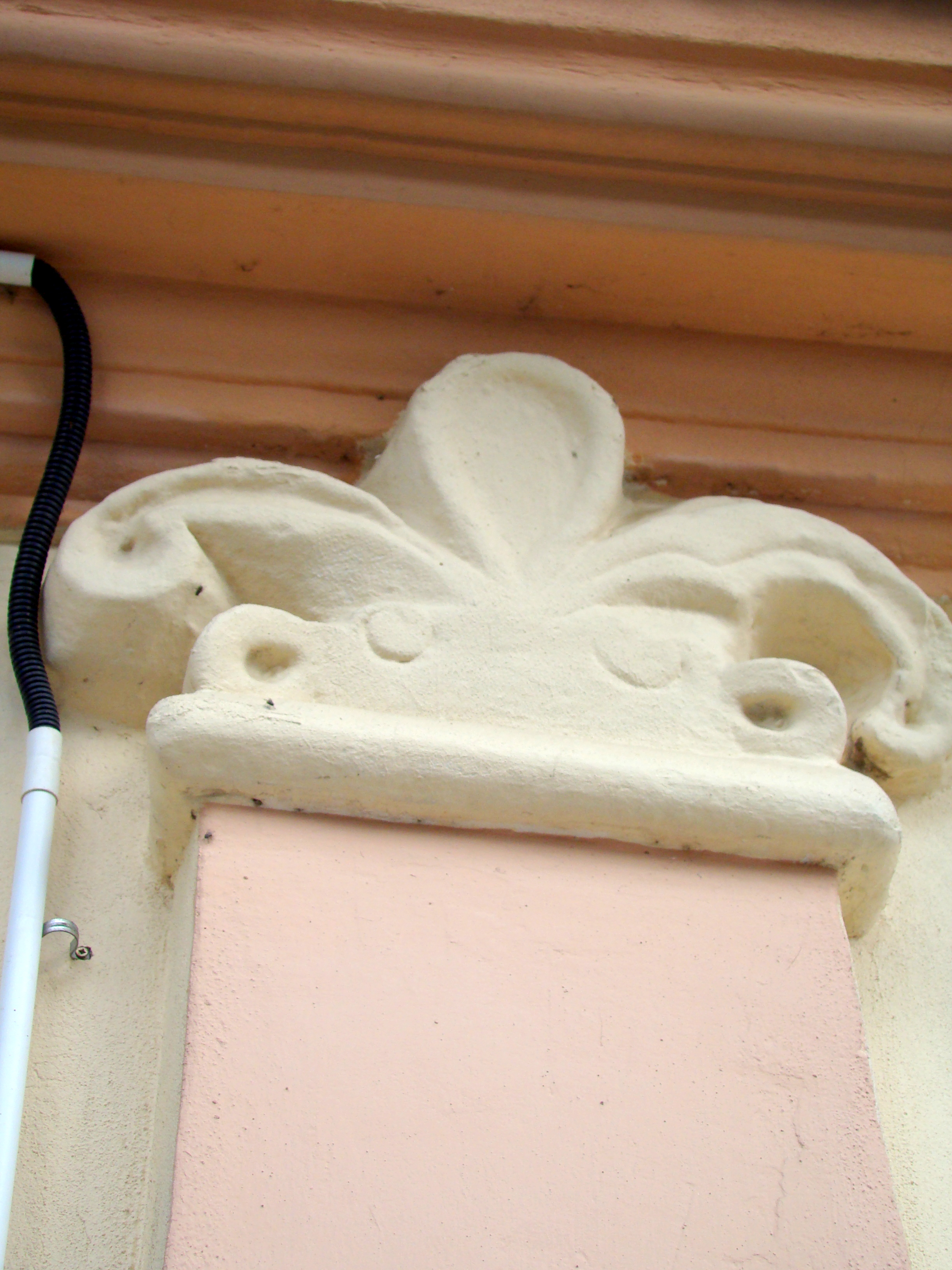
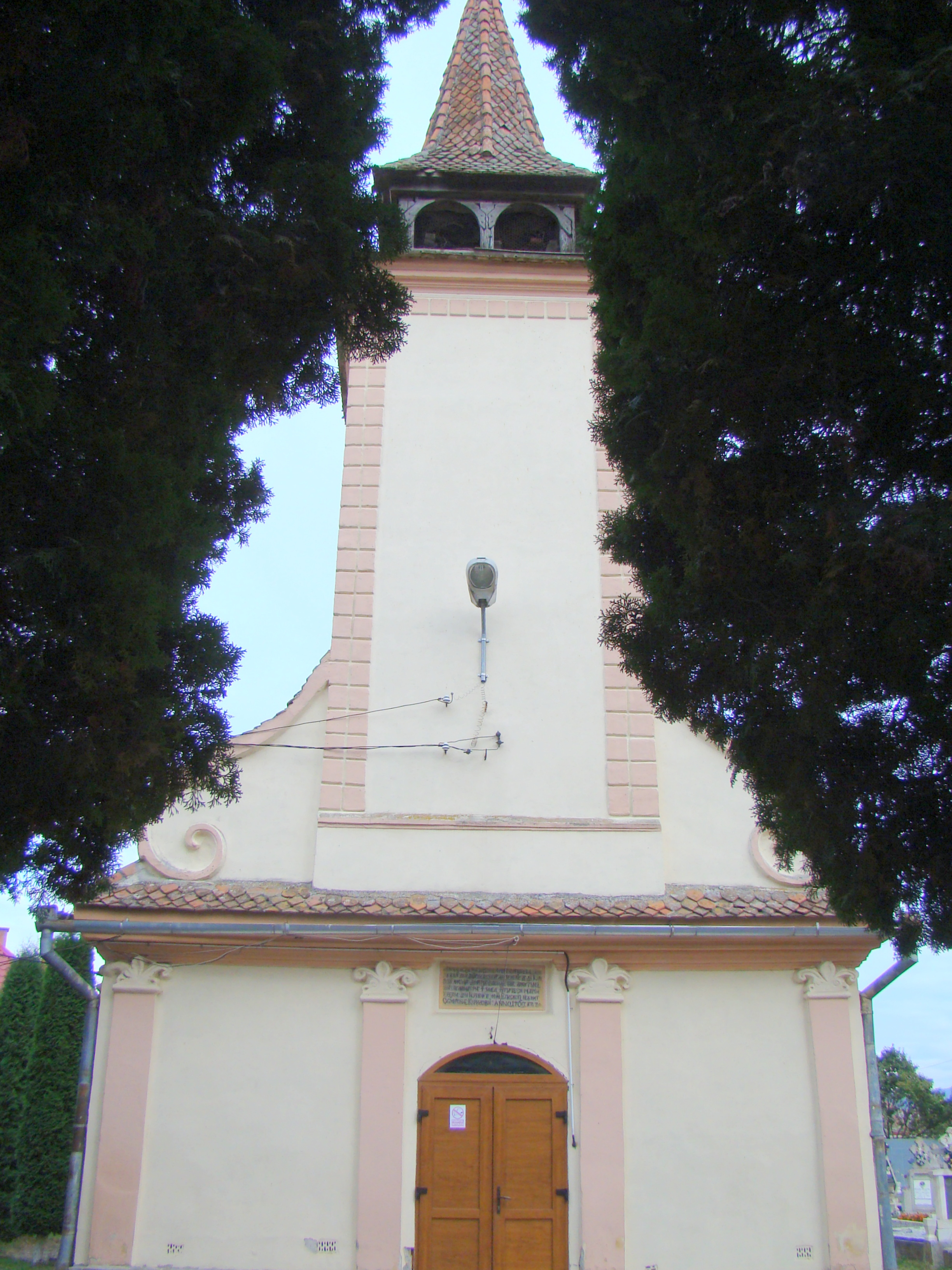
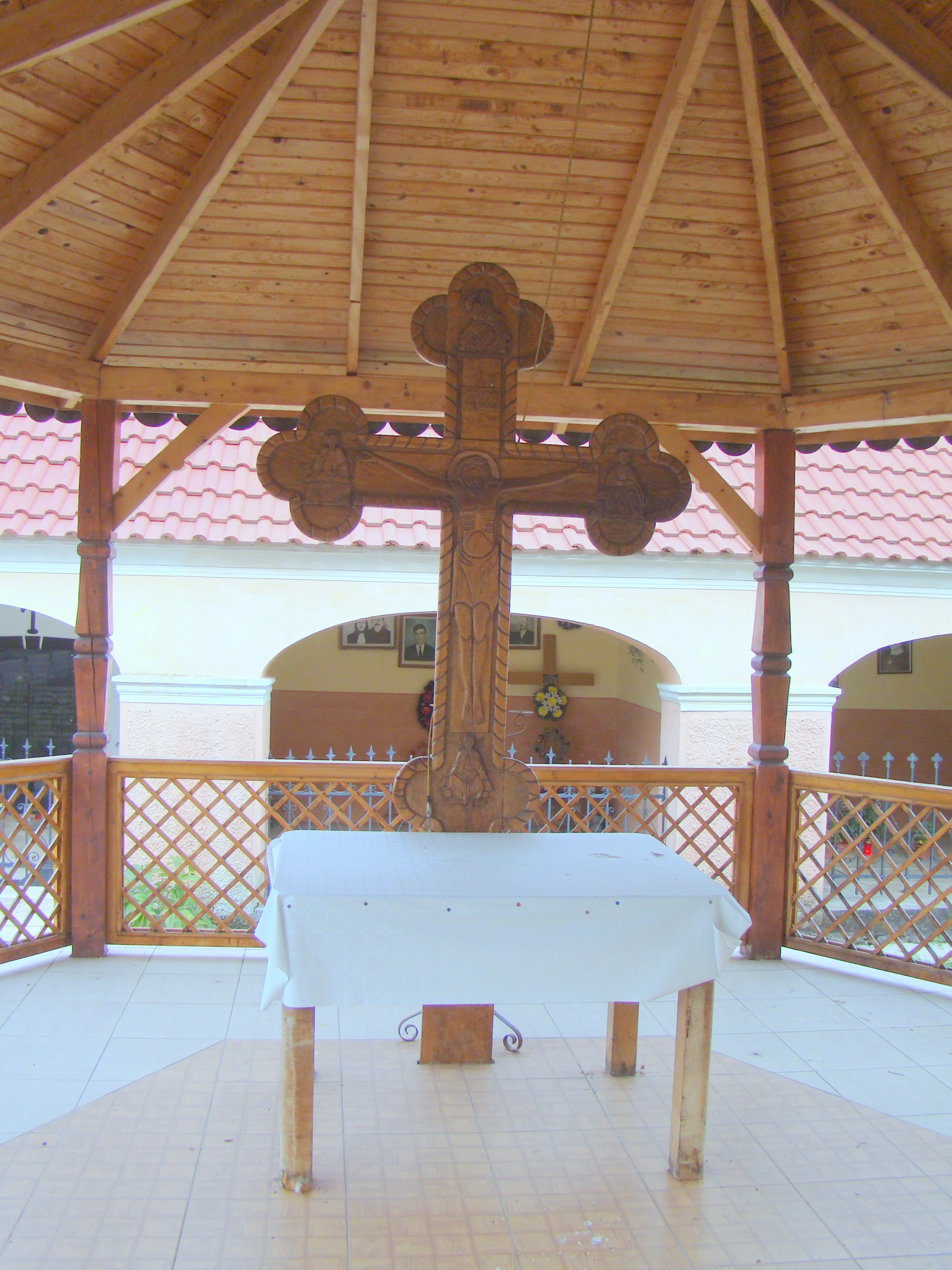
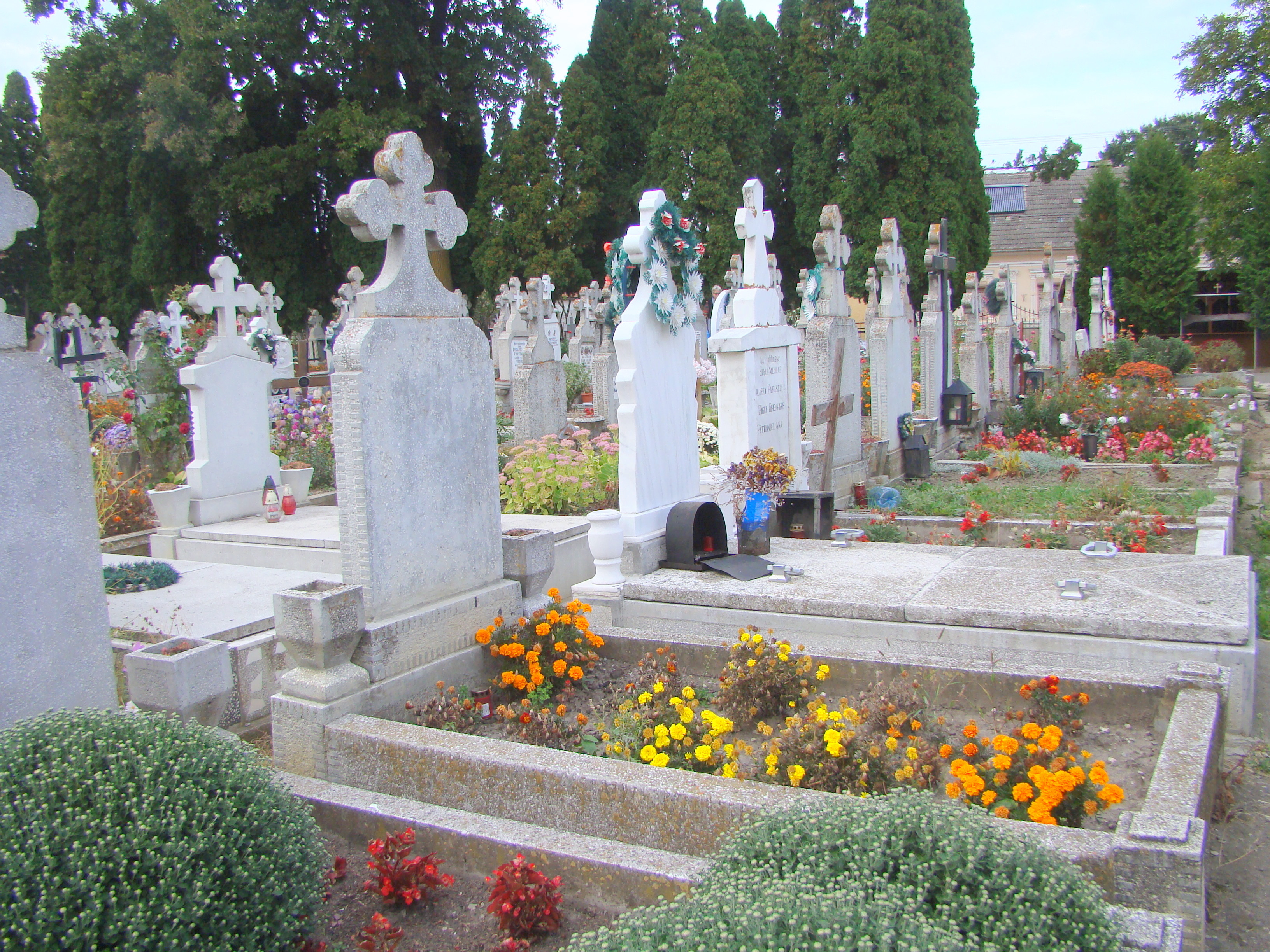
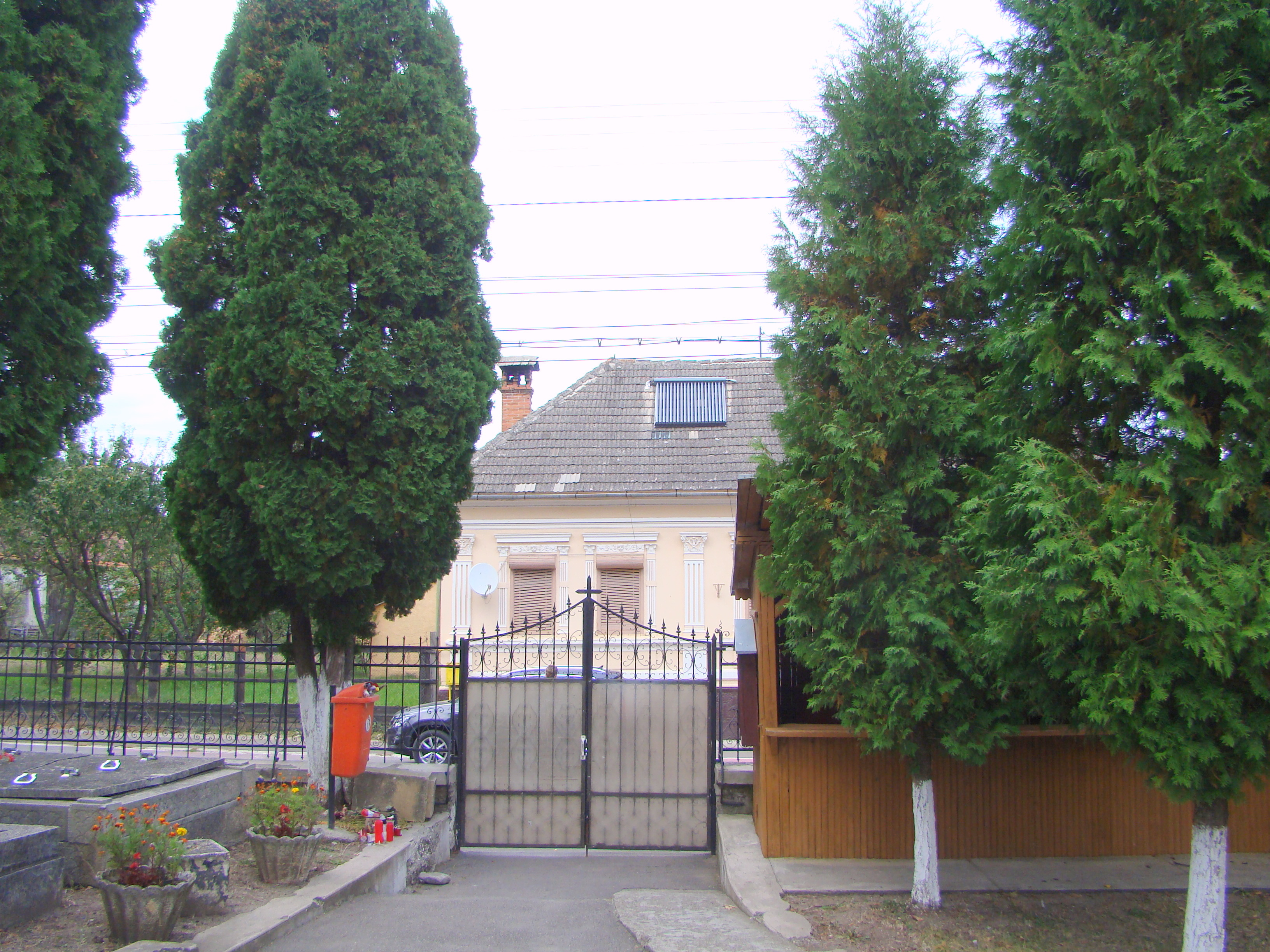